# Dormington
Dormington – wieś i civil parish w Anglii, w hrabstwie Herefordshire. W 2011 civil parish liczyła 261 mieszkańców. Dormington jest wspomniana w Domesday Book (1086) jako Dermentune.